# 方懋昌
方懋昌（16世紀—17世紀），池州府貴池縣人，明朝、南明軍事人物。

## 生平
方懋昌是萬曆四十四年（1616年）的武狀元方儀鳳的兒子，於萬曆四十六年（1618年）中武舉人，次年（1619年）聯捷武進士，擔任遊擊、參將，陞任安順副總兵，撫定當地少數民族而升任都督同知。崇禎十六年（1643年）他受命保護祖陵，在武昌遇到張獻忠，邊戰邊走至泗州，一個月後擒拿劉超；適逢朝廷裁缺，巡撫留他在本郡領導五百名鄉兵，協助程世昌防守，得鄉里尊重，後來曾擔任雲南都指揮使。

## 引用
1. 1 2  錢海岳《南明史·卷三十九·列傳第十五》：方懋昌，貴池人。萬曆四十七年武進士。官安順副總兵。撫蠻有方畧，陞都督同知。
2. ↑  四庫全書本《浙江通志·卷一百五十二》：方儀鳳，貴池人，萬曆丙辰武狀元……子懋昌由武進士歷貴州安順副總兵，撫馭羣蠻，著方略。
3. ↑  錢海岳《南明史·卷三十九·列傳第十五》：崇禎十六年護祖陵，道武昌，遇張獻忠，且戰且走，至泗州甫一月，禽劉超以獻。會裁缺，巡撫留本郡，領鄉兵五百，助程世昌防守，鄉里德之。
4. ↑  《雲南通志·卷一百二十五上·秩官志二之八》：明武職官姓氏 都指揮使……方懋昌 貴池人……
5. ↑  光緒《貴池縣志·卷二八·人物志》：方儀鳳，幼習儒，改學騎射，萬厯四十四年以三科武舉賜進士第一……子懋昌，萬厯四十五【六】年武舉，四十六【七】年進士，由遊擊、參將厯貴州安順副總兵，撫馭羣蠻頗著方略，加前軍都督同知；崇禎十六年調泗州護陵副將，道武昌遇賊張獻忠，且戰且走至泗州，甫一月擒永城叛將劉超以獻。會裁缺撫臣，移留本郡守，領鄉勇五百人佐兵備程世昌，守禦甚力，鄉里德之。 府志